# Мукца
Мукца (мукце, ивр. מוקצה‎; буквально «изолированное») — талмудический термин для обозначения предметов, которые еврейский закон запрещает передвигать в субботу и в праздничные дни, а также пищевых веществ, употребление которых запрещено в эти же дни. Термин «мукца» редко встречается в Мишне, которая чаще всего употребляет слова ивр. אינו מן המוכן‎, «не заготовленное заранее», но в обеих гемарах это единственно сохранившийся термин. Закон о мукца имеет древнее происхождение, хотя по первоначальной версии Мишны шамаиты были против него.
Закон разрешает в субботу употреблять лишь такие пищевые вещества, которые уже имелись до наступления субботы, относительно которых имеется основание предполагать, что в момент наступления субботы человек рассчитывал на них. То же правило существует и относительно передвижения (טילטול) предметов в субботу и праздники.
Характер «мукца» в первое время придавали также всякому орудию труда, но этот закон, по сообщению Талмуда, мало-помалу был вытеснен жизнью. Традиция относит закон об орудиях труда ко времени Нехемии (Шаб., 123б). Существование такого закона не имело бы смысла, если б ему не предшествовал закон о «мукца» вообще. Мукца продолжал существовать и детально разрабатывался и позднейшими законоучителями.

## Категории предметов
Под понятие «мукца» подводятся предметы разных категорий, причём относительно некоторых существует разногласие законоучителей.
- Высшей формой «мукца» является то, что вовсе не существовало до субботы и праздника «Nolad», то есть «рождённое» в субботу.
- Предметы, существовавшие до субботы, но по каким-либо причинам ими нельзя было пользоваться в момент наступления субботы. Эти последние представляют категорию «мукца» второй степени.

Разнородные причины, благодаря которым вещь становится «мукца», сформулированы в Талмуде и сведены к следующим трём главным группам:
1. ивр. מוקצה מחמת איסור‎, «мукца вследствие запрета», то есть когда в момент наступления субботы существовало обстоятельство, в силу которого запрещено было пользоваться данным предметом, и хотя потом это обстоятельство само собой устранилось, предмет всё же подлежит закону о мукце; например, мясо животного, умершего в субботу или праздник; в момент наступления субботы оно было ещё живое, а для того чтобы пользоваться его мясом, его надо было зарезать, что запрещается в субботу;
2. ивр. מוקצה מחמת חסרון כיס‎, «мукца по причине материального убытка», когда в момент наступления субботы пользование предметом было связано с некоторой материальной потерей и, по случайном миновании этого обстоятельства, предмет на эту субботу всё же продолжает быть мукца; здесь предполагается, что человек не мог рассчитывать на пользование им в эту субботу ввиду убытка;
3. ивр. מוקצה מחמת מיאוס‎, «мукца вследствие брезгливости» — когда в момент наступления субботы вещь была сильно загрязнена и человек не мог бы ей пользоваться.

Подробной казуистике этих положений посвящены разные места в Талмуде, главным образом в трактатах Шаббат и Беца.

## Источник
- Мукца // Еврейская энциклопедия Брокгауза и Ефрона. — СПб., 1908—1913.